# Lotus pedunculatus
Lotier des marais
Espèce
Classification phylogénétique
Lotus pedunculatus Cav., le Lotier des marais ou lotier des fanges, est une espèce de plantes à fleurs de la famille des Fabaceae. C'est une plante herbacée vivace trouvée en Europe, en Asie et en Afrique.

## Dénominations

### Nom scientifique
Nom accepté : Lotus pedunculatus Cav. (1793).

### Noms vernaculaires
Cette plante est également appelée lotier des marais, lotier des fanges, lotier pédonculé, lotier velu. En anglais, big trefoil ou greater bird’s-foot-treefoil. En allemand, Sumpf-Hornklee.

### Étymologie
Le nom de genre Lotus tire son origine du mot grec « lôtos », utilisé pour désigner plusieurs fabacées d’intérêt fourrager. Le terme « pedunculatus », quant à lui, décrit les pédoncules de grande taille des fleurs de cette plante.

## Caractéristiques

### Port général

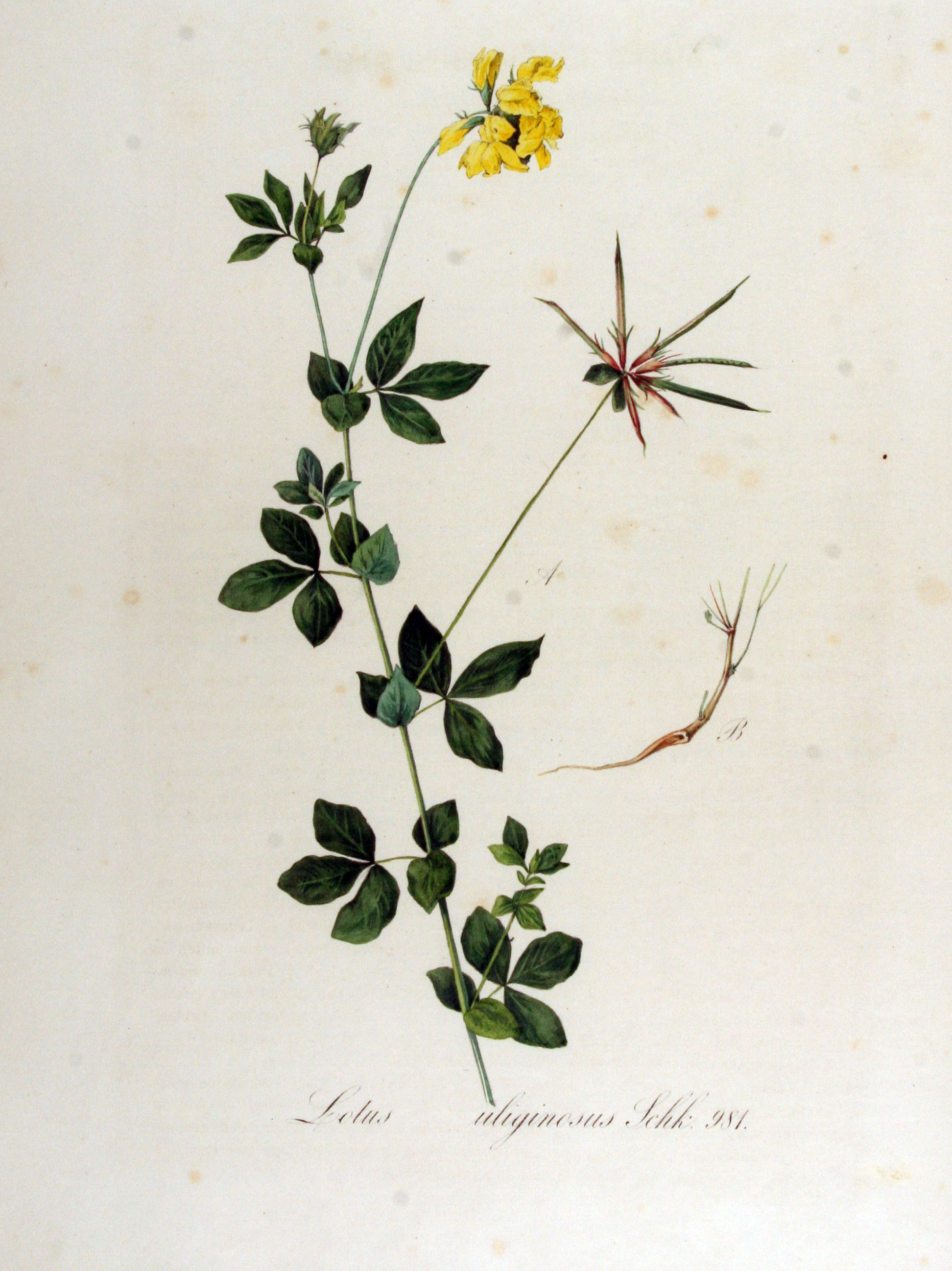
Planche botanique.

Lotus pedunculatus est une plante herbacée vivace dont la taille varie entre 30 et 80 cm. Son port est dressé mais sa souche est rampante et stolonifère.

### Appareil végétatif
La plante peut être glabrescente ou velue. Ses tiges sont dressées ou ascendantes et creuses.
Les feuilles sont composées, formées de 3 folioles obovales en coin. Leur longueur se situe entre 15 et 20 mm. Les folioles des feuilles supérieures sont moins de 3 fois plus longues que larges. Deux stipules ovales de même taille et apparence que les feuilles sont présents.

### Appareil reproducteur

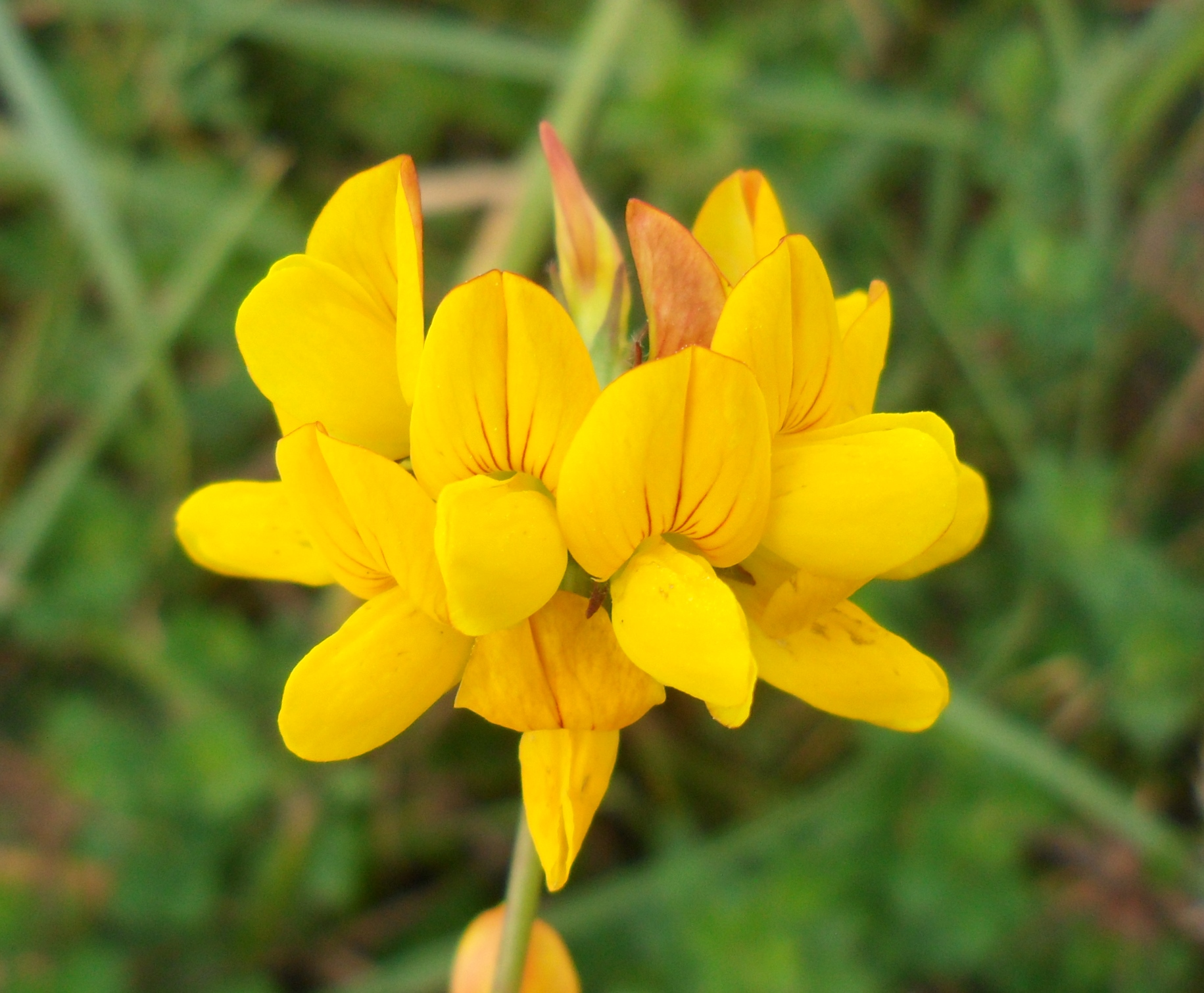
Ombelle portant 6-12 fleurs papilionacées jaunes.

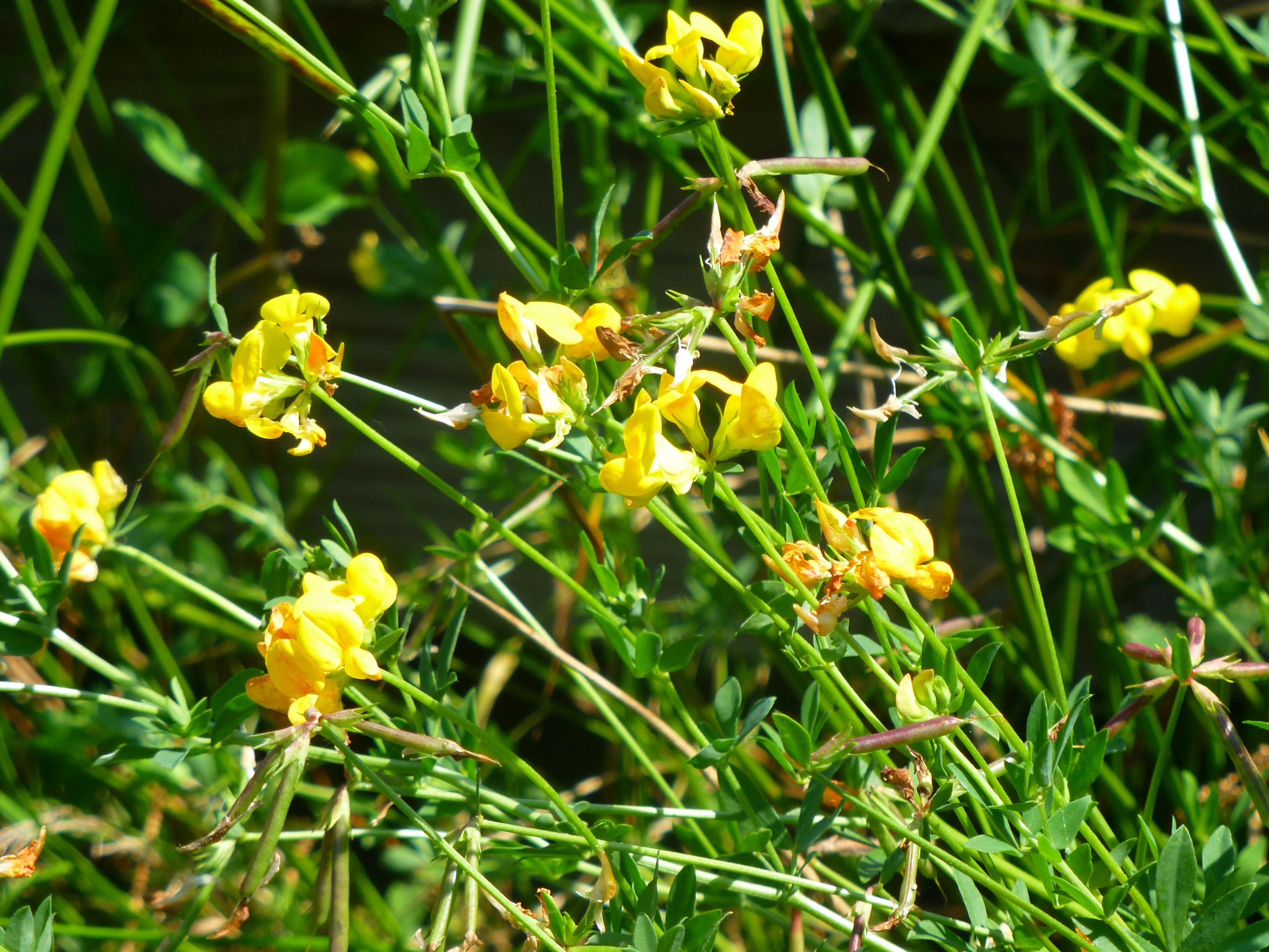
Lotier des marais : fleurs et gousses.

Les fleurs sont de type papilionacé et jaunes. Elles sont regroupées en ombelles comportant entre 6 et 12 fleurs de 10-18 mm.
Les pédoncules sont épais et leur longueur vaut 3 à 4 celle de la feuille.
Le calice est en cloche, ses dents sont étalées dans le bouton, lancéolées-linéaires, de même longueur que le tube. Les ailes sont obovales, dont le bord inférieur est quasiment droit et celui-ci recouvre la carène. Cette dernière est peu courbée, en un angle fortement obtus
Les fruits sont des gousses linéaires à cylindriques de 15-30 mm et rectilignes.

### Espèces voisines
Lotus corniculatus ressemble fort à L. pedunculatus. La tige (pleine chez L. corniculatus) et le nombre de fleurs par inflorescence (maximum 6 fleurs par ombelle chez L. corniculatus) sont 2 critères principaux permettant de les distinguer. 
Clé dichotomique :
- Plante dépourvue de stolons, à tige pleine ou très peu creuse. Ombelle à 3-6 fleurs. Dents du calice courbées vers l'intérieur avant la floraison : L. corniculatus
- Plante à stolons, à tige largement creuse. Ombelle à 5-12 fleurs. Dents du calice étalées avant la floraison : L. pedunculatus

## Taxonomie et classification

### Synonymes
- Lotus uliginosus Schkuhr, 1796
- Lotus corniculatus proles decumbens (Poir.) Rouy
- Lotus tenuis subsp. decumbens (Poir.) Nymansemences

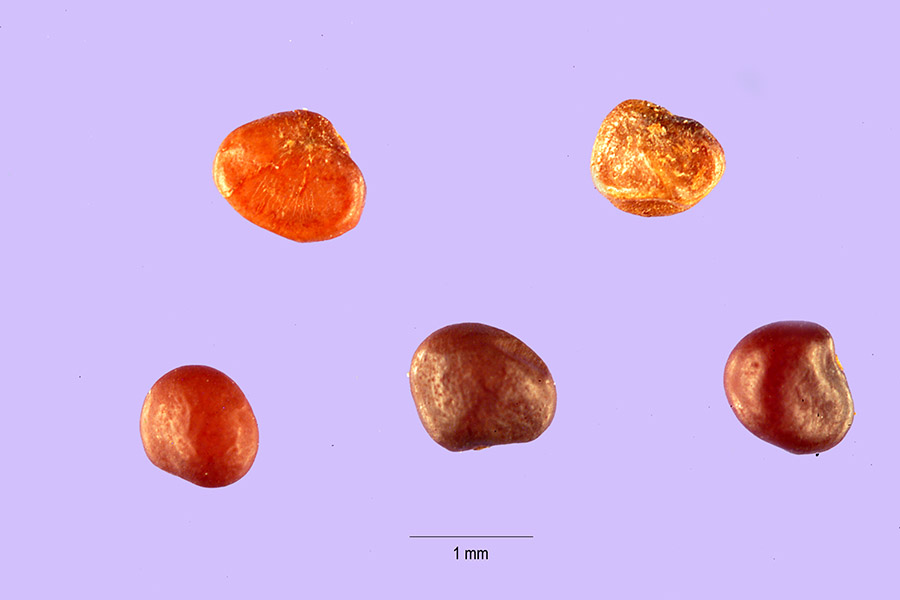
semences

- Lotus uliginosus subsp. decumbens (Poir.) Arcang.
- Lotus corniculatus proles pedunculatus (Cav.) Rouy.
- Lotus corniculatus subsp. uliginosus (Schkuhr) Briq.
- Lotus corniculatus var. villosus Cariot & St-Lag.
- Lotus granadensis Zertova
- Lotus major Sm.
- Lotus nummularius Rchb.
- Lotus pilosus Beeke
- Lotus pilosus Lowe
- Lotus uliginosus var. villosus Lamotte
- Lotus villosus Thuill.
- Mullaghera uliginosa (Schkur) Bubani[1]

## Écologie

### Régions d'origine et de naturalisation
L. pedunculatus est indigène dans presque toute l’Europe, sauf les extrêmes nord et sud. Cette plante est également présente en Asie occidentale et Afrique septentrionale. Elle fut introduite en Amérique du Nord et du Sud comme plante fourragère.

### Régions où l'espèce devient envahissante
Elle est considérée comme envahissante en Nouvelle-Zélande où la première observation remonte à 1867.

### Habitat
Elle se développe dans des milieux humides : marais, pâturages inondés, fossés, sentiers forestiers, bords des étangs.
Son exposition à la lumière ainsi qu’à l’humidité atmosphérique doit être importante. Le développement est optimal dans un sol plutôt acide, assez humide, argileux, riche en matière organique. C’est cependant une plante peu exigeante en nutriments. Elle s’adapte bien aux sols pauvres en phosphore, ce qui la rend très appréciée pour l’Upland de Nouvelle-Zélande (terres à une altitude supérieure à 300 m avec une courte saison de pluie et des sols généralement acides).

### Cycle de vie
Il s’agit d’une plante vivace, qui fleurit entre juin et août.

### Symbiotes
Comme la plupart des plantes de la famille des Fabacées, elle établit une symbiose avec des bactéries du genre Rhizobium logées dans des nodosités sur ses racines. De plus, les plantes du genre Lotus sont capables de symbiose avec Mesorhizobium (Rhizobium à croissance rapide) et Bradyrhizobium (Rhizobium à croissance lente).
Elle communique avec les bactéries Rhizobium à travers des flavonoïdes. Dans les racines de L. pedunculatus, on retrouve les composés suivants : catéchine, naringénine, rhamnétine, isorhoifoline, hespéridine, kaempférol, quercétine aglycone, quercétine glycoside et acide protocatéchique.

### Protection
Pas de mesure de protection particulière en France, Belgique et Suisse.

## Propriétés
C’est une plante riche en tanins condensés (46-106 g/kg de poids sec), qui permettent une meilleure absorption des acides aminés essentiels et une meilleure rétention de l’azote.
Il a également été montré dans des expériences réalisées sur moutons, que les tanins contenus dans la plante améliorent l'assimilation intestinale de certaines protéines en minimisant leur dégradation dans le rumen  qu'elle peut être source de méthionine et cystéine, les tanins condensés facilitant leur assimilation et qu'elle augmente la digestibilité des fibres.
Les tanins ont aussi un effet antimétéorisant.
En outre, elle possède un important effet anti-inflammatoire. En diminuant l’activité de la myéloperoxidase et l’adénosine-déaminase, les leucocytes activés et leur migration sont inhibés. Il y a également inhibition des oxydes d’azote, du TNF-alpha et du IL-1beta.
Elle a également des propriétés antihelminthiques.

## Utilisation

### Agriculture

#### Plante prairiale et couvre-sol
Elle est utilisée comme plante fourragère de la même façon que lotier corniculé. Elle entre dans la composition des mélanges de semences pour :
- prairie permanente à flores complexes[10] comme seconde légumineuse en terrains humides[8] voire régulièrement inondés (fonds d'étangs des Dombes[11]).
- Couvert permanent en terrains humides[12].

#### Variétés cultivées
| Cultivar           | Origine, caractéristiques |
| ------------------ | --- |
| Barsilvi           | Nouvelle-Zélande. Tétraploïde similaire à Maku. |
| Beaver             | États-Unis. Diploïde avec feuilles glabres ou douces, adaptée aux hivers humides et étés froids de la côte des états de l'Oregon et de Washington. Développée par Oregon Agric.Exp.Stn. |
| Columbia           | États-Unis. Diploïde, feuilles et tige pubescentes, adaptée au hivers humides et étés froids de la côte des états de l'Oregon et de Washington. Développée par Oregon Agric.Exp.Stn.    |
| Grasslands Maku    | Nouvelle-Zélande. Tétraploïde; pérenne, rhizomateuse persistante végétativement; ensémencée sur sols infertiles et acides des régions côtières de l’Australie orientale.                |
| Grasslands Sunrise | Nouvelle-zélande. Diploïde avec une croissance en automne améliorée, mieux adaptée à des pâturages semi-intensifs.                                                                      |
| Kaiser             | États-Unis. Diploïde adaptée comme légumineuse sur pâturages mixtes des sols fragipan des vallées du fleuve Ohio. Développée à Purdue.                                                  |
| Marshfield         | États-Unis. Diploïde, survie aux inondations fréquentes pendant l’hiver. |
| Sharnae (Algarve)  | Australie. Diploïde, morphologiquement similaire à Maku mais moins poilue, plus robuste et plus ample.                                                                                  |